# USA:s ambassad i Paris
USA:s ambassad i Paris är USA:s beskickning i Frankrike.